# 負屭

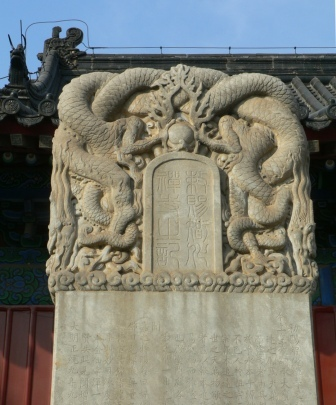
石碑顶部雕刻的負屭

負屭，龙生九子之一，身似龙，雅好斯文，盘绕在石碑头顶。